# El Serrat de Baix
El Serrat de Baix és un mas al terme de Sant Joan les Fonts (la Garrotxa) catalogat a l'Inventari del Patrimoni Arquitectònic de Catalunya.

## Arquitectura
És un casal de planta rectangular i teulat a dues aigües amb les vessants vers les façanes laterals. Va ser bastit amb pedra volcànica i carreus poc escairats llevat dels cantoners; actualment les façanes estan emblanquinades. Disposa de baixos, dos pisos i golfes; les obertures es troben repartides asimètricament per les façanes. Cal destacar la galeria porxada que es va afegir posteriorment a la construcció del mas (és del segle xix); té cinc arcs a la façana de migdia, vuit a la de llevant i dos a la façana de tramuntana; són arcs apuntats, sostinguts per pilars de base rectangular.

## Història
En el segle xviii els propietaris d'aquest mas ho eren també de del mas Ribota, del domini directe de Santa Maria de Besalú. Posseïa també algunes peces de terra en franc alou o domini directe entre els masos Claper i Marunys. Consta que d'aquestes terres alodials Berenguera del Serrat i els seus fills, Ramon i Joan, en varen vendre tres migeres a Bernat Fabra el 7 de gener del 1217; l'any 1265 consta com a hereu de la senyora Berenguera, el seu fill primogènit Ramon. Fins al segle xviii no es troben documentalment més hereus d'aquest mas; Bartomeu, casat amb Agna Maria Sitjar és documentat l'any 1746, fins a arribar a Miquel del Serrat, documentat l'any 1855.